# Copa das Confederações FIFA de 2003
A Copa das Confederações FIFA de 2003 foi a sexta edição do torneio, a quarta organizada pela FIFA. A campeã foi a França, que conquistou seu segundo título ao derrotar Camarões na final por 1–0. Entretanto, essa edição é lembrada até hoje por causa da morte do jogador Marc-Vivien Foé, do Camarões, que sofreu uma parada cardíaca durante a semifinal jogada contra a Colômbia. A realização desta edição da Copa das Confederações ter sido realizada na França foi uma referência ao fato de que a Copa do Mundo FIFA de 1998 foi realizada no país e também pelo fato de que a Copa das Confederações de 1997 não foi realizada neste país.

## Equipes participantes
Equipes participantes da Copa das Confederações de 2003:
| Equipe         | Confederação | Qualificação                                 | Participação |
| -------------- | ------------ | -------------------------------------------- | ------------ |
| Brasil         | CONMEBOL     | Campeão da Copa do Mundo de 2002             | 4º           |
| Camarões       | CAF          | Campeão da Copa das Nações Africanas de 2002 | 2ª           |
| Colômbia       | CONMEBOL     | Campeã da Copa América 2001                  | 1ª           |
| Estados Unidos | CONCACAF     | Campeão da Copa Ouro da CONCACAF 2002        | 3ª           |
| França         | UEFA         | País-sede e campeã da Eurocopa 2000          | 2ª           |
| Japão          | AFC          | Campeão da Copa da Ásia de 2000              | 3ª           |
| Nova Zelândia  | OFC          | Campeã da Copa das Nações da OFC de 2002     | 2ª           |
| Turquia        | UEFA         | Terceiro-lugar da Copa do Mundo de 20021     | 1ª           |

1A Alemanha, vice-campeã da Copa do Mundo de 2002, se recusou a participar, como fez a Itália, a vice-campeã da Eurocopa 2000 e Espanha, segunda equipe melhor classificada no ranking da FIFA no momento. Essas seleções foram substituídas pela Turquia, que ganhou o terceiro lugar na Copa do Mundo de 2002.

## Sedes
Três cidades foram escolhidas como sedes da Copa das Confederações de 2003. Os estádios utilizados foram os seguintes:
| Saint-Denis        | Lyon               | Saint-Étienne           |
| ------------------ | ------------------ | ----------------------- |
| Stade de France    | Stade de Gerland   | Stade Geoffroy-Guichard |
| Capacidade: 80 000 | Capacidade: 41 200 | Capacidade: 36 000      |
|                    |                    |                         |

## Árbitros
| Árbitros          | Assistentes                               |
| AFC               | AFC                                       |
| ----------------- | ----------------------------------------- |
| IRN Masoud Moradi | MDV Mohamed Saeed JPN Yoshikazu Hiroshima |
| CAF               |                                           |
| BEN Coffi Codjia  | BEN Hugues Adjovi BEN Aboudou Aderodjou   |
| CONCACAF          |                                           |
| GUA Carlos Batres | MEX Jose Ramirez HON Reynaldo Salinas     |
| OFC               |                                           |
| AUS Mark Shield   | AUS Jim Ouliaris                          |

| Árbitros            | Assistentes                          |
| CONMEBOL            | CONMEBOL                             |
| ------------------- | ------------------------------------ |
| PAR Carlos Amarilla | PAR Nelson Cano PAR Manuel Bernal    |
| URY Jorge Larrionda | URY Fernando Cresci URY Walter Rial  |
| UEFA                |                                      |
| POR Lucílio Batista | POR Paulo Januário POR José Cardinal |
| RUS Valentin Ivanov | RUS Gennady Krasyuk BLR Yuri Dupanov |
| GER Markus Merk •   | POL Maciej Wierzbowski •             |

• reserva

## Transmissão

### No Brasil
Nesta edição, a Rede Globo deteve os direitos de transmissão de TV aberta para o Brasil da Copa das Confederações, mas mostrou apenas os jogos da Seleção Brasileira. A novidade foi que, apesar da garantia de exclusividade, a Rede Globo cedeu os direitos televisivos à Rede Vida, com direito aos demais jogos exclusivos para a TV aberta.
Entre as emissoras de TV a cabo, o canal SporTV, fez a transmissão.
Televisão aberta:
- Rede Globo
- Rede Vida

Televisão a cabo:
- SporTV

## Fase de grupos
Todas as partidas seguem o fuso horário da França (CET).
|  | Zona de classificação à fase final |
|  | Zona de eliminação                 |

### Grupo A
| Pos. | Seleção       | Pts | J | V | E | D | GP | GC | SG  |
| ---- | ------------- | --- | - | - | - | - | -- | -- | --- |
| 1    | França        | 9   | 3 | 3 | 0 | 0 | 8  | 1  | +7  |
| 2    | Colômbia      | 6   | 3 | 2 | 0 | 1 | 4  | 2  | +2  |
| 3    | Japão         | 3   | 3 | 1 | 0 | 2 | 4  | 3  | +1  |
| 4    | Nova Zelândia | 0   | 3 | 0 | 0 | 3 | 1  | 11 | –10 |

| 18 de junho | Nova Zelândia | 0 – 3     | Japão                          | Stade de France, Saint-Denis              |
| 18:00       |               | Relatório | Nakamura 12', 75' · Nakata 65' | Público: 36 038 Árbitro: BEN Coffi Codjia |

| 18 de junho | França          | 1 – 0     | Colômbia | Stade de Gerland, Lyon                       |
| 21:00       | Henry 39' (pen) | Relatório |          | Público: 38 541 Árbitro: POR Lucílio Batista |

| 20 de junho | Colômbia                              | 3 – 1     | Nova Zelândia   | Stade de Gerland, Lyon                     |
| 19:00       | López 58' · Yepes 75' · Hernández 85' | Relatório | de Gregorio 27' | Público: 22 811 Árbitro: GUA Carlos Batres |

| 20 de junho | França                      | 2 – 1     | Japão        | Stade Geoffroy-Guichard, Saint-Étienne   |
| 21:00       | Pirès 43' (pen) · Govou 65' | Relatório | Nakamura 59' | Público: 33 070 Árbitro: AUS Mark Shield |

| 22 de junho | França                                                       | 5 – 0     | Nova Zelândia | Stade de France, Saint-Denis               |
| 21:00       | Kapo 17' · Henry 20' · Cissé 71' · Giuly 90+1' · Pirès 90+3' | Relatório |               | Público: 36 842 Árbitro: IRN Masoud Moradi |

| 22 de junho | Japão | 0 – 1     | Colômbia      | Stade Geoffroy-Guichard, Saint-Étienne       |
| 21:00       |       | Relatório | Hernández 68' | Público: 24 541 Árbitro: URU Jorge Larrionda |

### Grupo B
| Pos. | Seleção        | Pts | J | V | E | D | GP | GC | SG |
| ---- | -------------- | --- | - | - | - | - | -- | -- | -- |
| 1    | Camarões       | 7   | 3 | 2 | 1 | 0 | 2  | 0  | +2 |
| 2    | Turquia        | 4   | 3 | 1 | 1 | 1 | 4  | 4  | 0  |
| 3    | Brasil         | 4   | 3 | 1 | 1 | 1 | 3  | 3  | 0  |
| 4    | Estados Unidos | 1   | 3 | 0 | 1 | 2 | 1  | 3  | –2 |

| 19 de junho | Turquia                        | 2 – 1     | Estados Unidos | Stade Geoffroy-Guichard, Saint-Étienne       |
| 19:00       | Okan Y. 40' (pen) · Tuncay 73' | Relatório | Beasley 37'    | Público: 16 944 Árbitro: URU Jorge Larrionda |

| 19 de junho | Brasil | 0 – 1     | Camarões  | Stade de France, Saint-Denis                 |
| 21:00       |        | Relatório | Eto'o 83' | Público: 46 719 Árbitro: RUS Valentin Ivanov |

| 21 de junho | Camarões           | 1 – 0     | Turquia | Stade de France, Saint-Denis                 |
| 19:00       | Geremi 90+1' (pen) | Relatório |         | Público: 43 743 Árbitro: PAR Carlos Amarilla |

| 21 de junho | Brasil      | 1 – 0     | Estados Unidos | Stade de Gerland, Lyon                       |
| 21:00       | Adriano 22' | Relatório |                | Público: 20 306 Árbitro: POR Lucílio Batista |

| 23 de junho | Brasil                   | 2 – 2     | Turquia                    | Stade Geoffroy-Guichard, Saint-Étienne   |
| 21:00       | Adriano 23' · Alex 90+3' | Relatório | Gökdeniz 53' · Okan Y. 81' | Público: 29 170 Árbitro: GER Markus Merk |

| 23 de junho | Estados Unidos | 0 – 0     | Camarões | Stade de Gerland, Lyon                   |
| 21:00       |                | Relatório |          | Público: 19 206 Árbitro: AUS Mark Shield |

## Fase final
|  | Semifinais                | Semifinais                |   |                             | Final                       | Final |  |
|  |                           |                           |   |                             |                             |       |  |
|  | 26 de junho – Lyon        |                           |   |                             |                             |       |  |
|  | Camarões                  | 1                         |   |                             |                             |       |  |
|  | Colômbia                  | 0                         |   |                             |                             |       |  |
|  |                           |                           |   |                             |                             |       |  |
|  |                           |                           |   |                             | 29 de junho – Saint-Denis   |       |  |
|  |                           |                           |   |                             | Camarões                    | 0     |  |
|  |                           | França (pro)              | 1 |                             |                             |       |  |
|  |                           |                           |   |                             |                             |       |  |
|  |                           |                           |   |                             |                             |       |  |
|  |                           |                           |   |                             | Terceiro lugar              |       |  |
|  | 26 de junho – Saint-Denis | 26 de junho – Saint-Denis |   | 28 de junho – Saint-Étienne | 28 de junho – Saint-Étienne |       |  |
|  | França                    | 3                         |   | Colômbia                    | 1                           |       |  |
|  | Turquia                   | 2                         |   |                             | Turquia                     | 2     |  |

### Semifinais
| 26 de junho | Camarões  | 1 – 0     | Colômbia | Stade de Gerland, Lyon                   |
| 18:00       | Ndiefi 9' | Relatório |          | Público: 12 352 Árbitro: GER Markus Merk |

- Este jogo entrou negativamente pra história pelo falecimento em campo do camaronês Marc Vivian Foe que sofreu um mal súbito devido a problemas cardíacos.

| 26 de junho | França                              | 3 – 2     | Turquia                   | Stade de France, Saint-Denis                 |
| 21:00       | Henry 11' · Pirès 26' · Wiltord 43' | Relatório | Gökdeniz 42' · Tuncay 48' | Público: 41 195 Árbitro: URU Jorge Larrionda |

### Disputa pelo terceiro lugar
| 28 de junho | Colômbia      | 1 – 2     | Turquia                 | Stade Geoffroy-Guichard, Saint-Étienne   |
| 18:00       | Hernández 63' | Relatório | Tuncay 2' · Okan Y. 86' | Público: 18 237 Árbitro: AUS Mark Shield |

### Final
| 29 de junho | Camarões | 0 – 1 (pro) | França    | Stade de France, Saint-Denis                 |
| 21:00       |          | Relatório   | Henry 97' | Público: 51 985 Árbitro: RUS Valentin Ivanov |

## Premiações

### Campeões
| Campeã da Copa das Confederações de 2003 |
| ---------------------------------------- |
| França Segundo título                    |

### Individuais
| Chuteira de Ouro | Bola de Ouro  | Fair Play |
| ---------------- | ------------- | --------- |
| Thierry Henry    | Thierry Henry | Japão     |

## Artilharia
4 gols (1)
- FRA Thierry Henry

3 gols (5)
| - COL Giovanni Hernández - FRA Robert Pirès | - JPN Shunsuke Nakamura - TUR Tuncay Şanlı | - TUR Okan Yılmaz |

2 gols (2)
| - BRA Adriano | - TUR Gökdeniz Karadeniz |  |

1 gol (14)
| - AUS Raf de Gregorio - BRA Alex - CMR Samuel Eto'o - CMR Pius Ndiefi - CMR Geremi Njitap | - COL Jorge López - COL Mario Yepes - USA DaMarcus Beasley - FRA Djibril Cissé - FRA Sylvain Wiltord | - FRA Sidney Govou - FRA Ludovic Giuly - FRA Olivier Kapo - JPN Hidetoshi Nakata |